# Tamara Ciobanu
Tamara Ciobanu (născută Taratanskaia, n. 22 noiembrie 1914 – d. 23 octombrie 1990) a fost o cântăreață de operă și muzică populară din RSS Moldovenească.
În anii 1945-1951 a fost solistă a Radiodifuziunii din RSSM, iar între 1951-1973 solistă a orchestrei de muzică populară „Fluieraș”. În anii 1973-1980 a fost conferențiară a Catedrei de Canto a Academiei de Muzică „G. Musicescu”. A interpretat rolul Tatianei în opera Evgheni Oneghin de Piotr Ilici Ceaikovski, și rolul lui Cio-Cio-San din opera cu același nume de Giacomo Puccini. Din 1972 a fost președintă a Societății muzical-corale din RSS Moldovenească. A primit titlul de artistă a poporului din URSS și Premiul de stat al URSS (1950).

## Biografie
Tamara Ciobanu s-a născut la 22 noiembrie 1914, în satul Berezlogi, Basarabia. După absolvirea liceului de fete „Principesa Dadiani” din Chișinău, și-a continuat studiile la Școala de Felcerițe (1936-1938), apoi la Conservatorul L. Sobinov din Saratov (1941-1944). În această perioadă a participat în calitate de soprană în corul lui Mihail Berezovschi. A luat lecții particulare de canto, ca peste puțin timp să-și aprofundeze studiile muzicale la Conservatorul de Stat din Moldova, pe care l-a absolvit în 1947. În același an a participat la primul Festival Mondial al Tineretului și Studentilor din Praga, unde a cântat „Doina”, „Marioara”, „Leana”. La acest festival a fost distinsă cu titlul de laureat și diploma de gradul I.
A predat la Institutul de Arte „C. Musicescu” din Chișinău.
În anul 1950, după un turneu la Moscova cu orchestra „Fluieraș”, i s-a conferit Premiul de Stat al URSS, iar după aceasta a fost aleasă deputat în Sovietul Suprem al Uniunii Sovietice. Începând cu 1957 a fost în turnee în Republica Democrată Germană, Cehoslovacia, Canada, Albania.
În repertoriul interpretei sunt multe piese scrise de Dumitru Gheorghiță, Eugen Coca, Eugen Doga.
Din 1972 a fost președinte al Societății Muzicale Corale din RSSM, deputat al Sovietului Suprem al Uniunii Sovietice.

## Recunoaștere
A fost decorată cu următoarele titluri și premii:
- Artistă Emerită din RSSM (1949)[1]
- Artistă a Poporului din RSSM (1953)[1]
- Artistă a Poporului din URSS (1960)[1]
- Premiul de Stat al URSS (1950)[1]
- „Ordinul Lenin” (1964)[1]
- „Ordinul Steagul Roșu al Muncii” (1949)[1]
- Ordinul „Prietenia Popoarelor” (1974)[1]
- Ordinul „Revoluția din Octombrie”[5]

Din 1989, numele Tamarei Ciobanu îl poartă Concursul Național al interpreților de cântece folclorice „Tamara Ciobanu”. Sora ei, Valentina Savițchi, a fost cântăreață de operă. Ea activa la Opera Națională, dar când Tamara Ciobanu a căzut la pat fiind paralizată, Valentina a renunțat la scenă, îngrijindu-și sora în ultimii șapte ani de viață.
Numele său îl poartă o stradă din sectorul Buiucani, fosta str. Glazunov în perioada sovietică. Casa din Chișinău în care a locuit este un monument ocrotit de stat, iar placa comemorativă de pe fațada casei este un monument de for public.

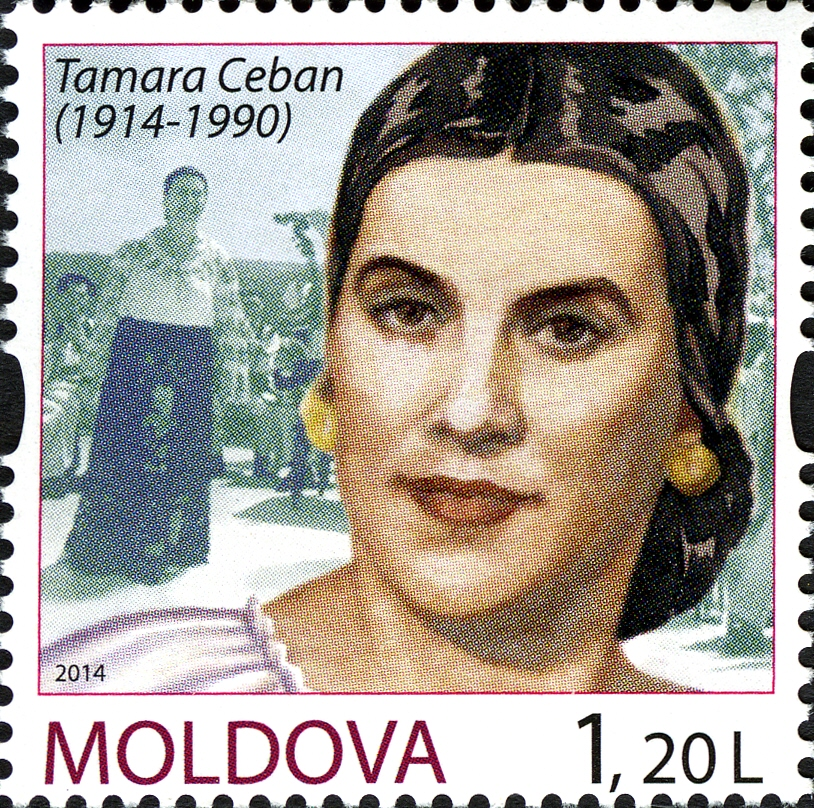
Timbru din Republica Moldova
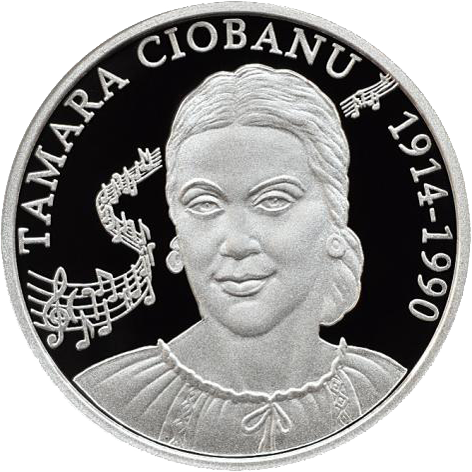
Reversul unei monede jubiliare din Republica Moldova dedicată împlinirii a 100 de ani de la naștere
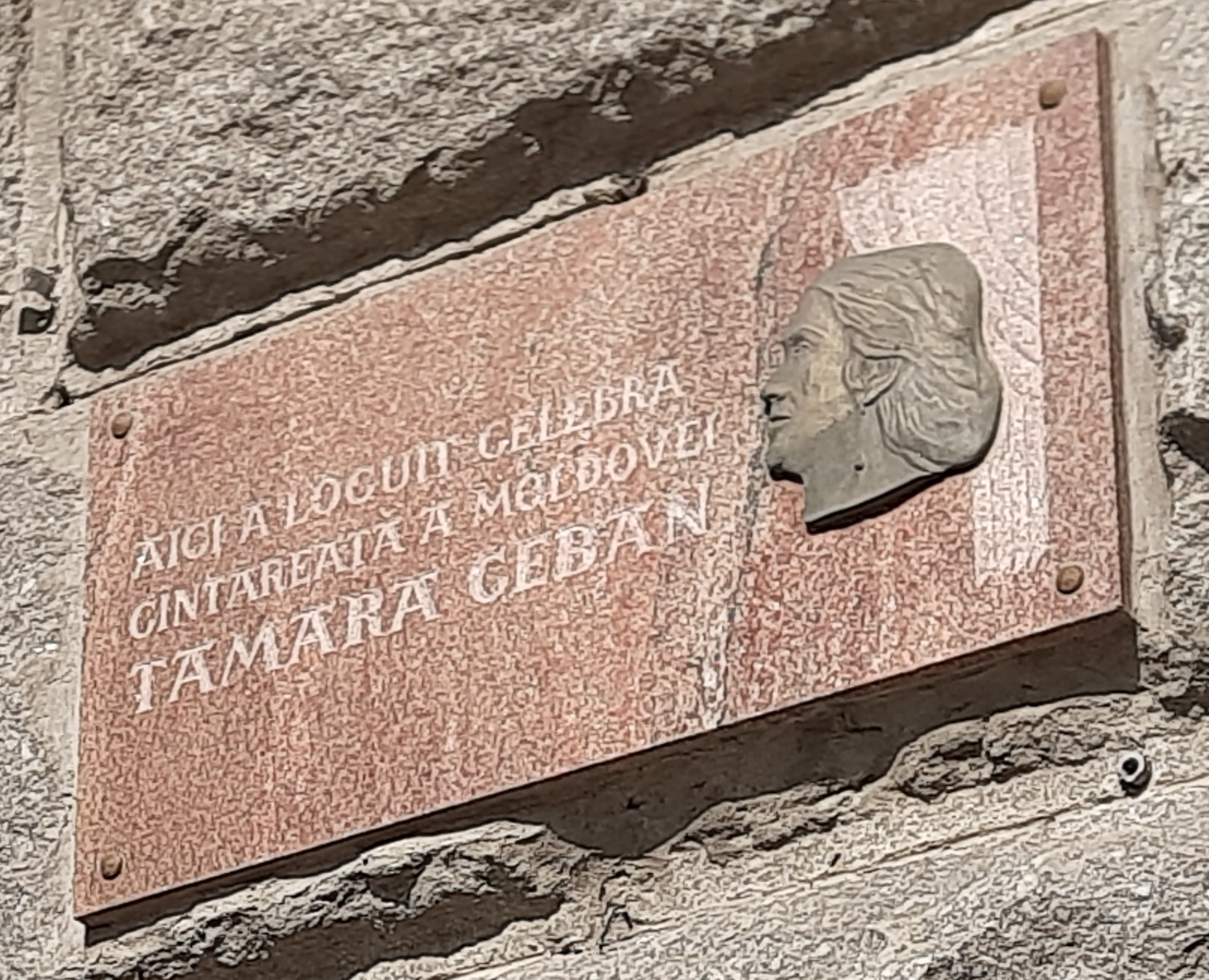
Placă comemorativă
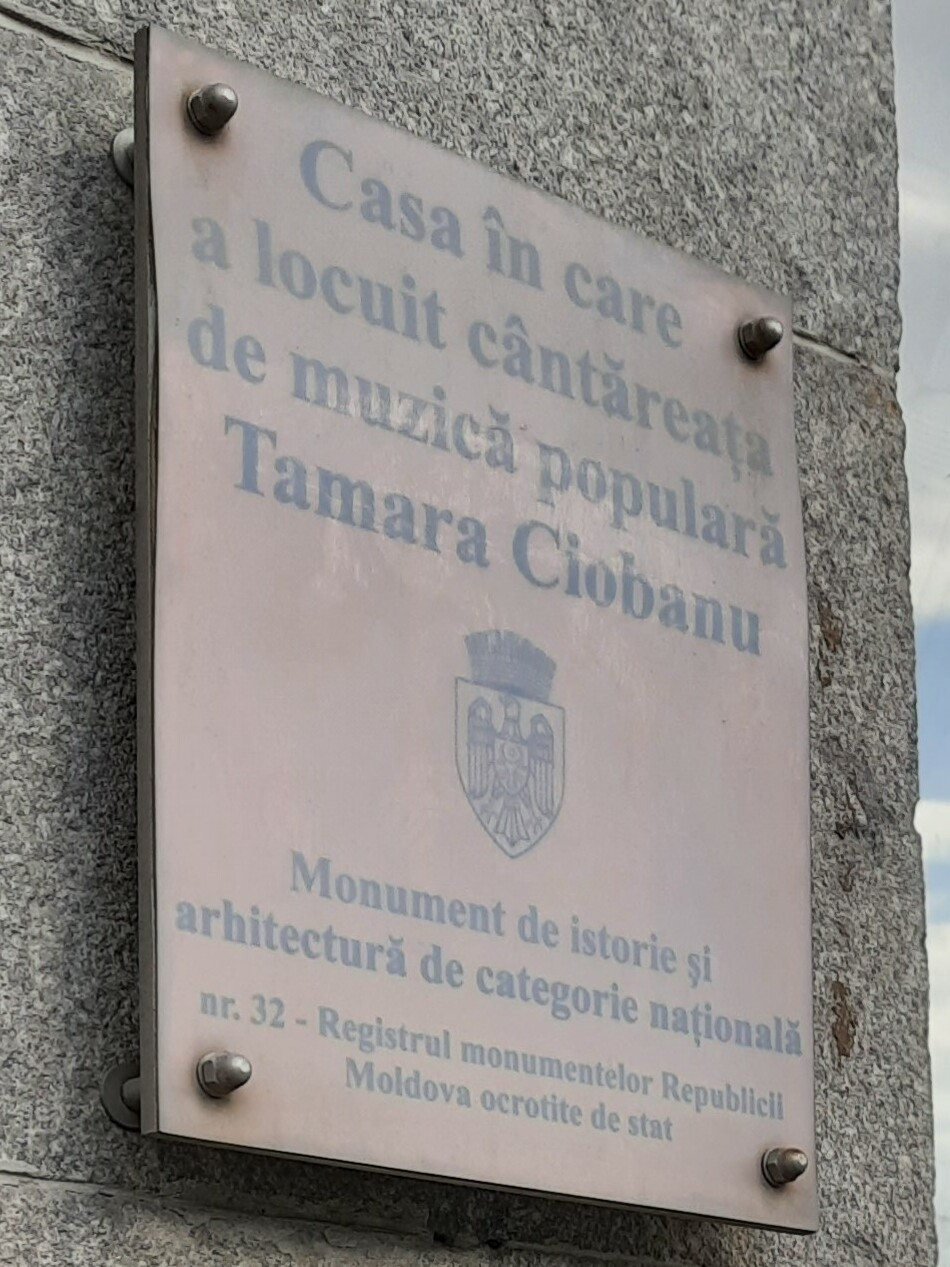
Placă informativă pe fațada casei în care a locuit